# Elisabeth Roon
Elisabeth Roon (* um 1928; † um 1980) war eine österreichische Opernsängerin in der Stimmlage Sopran.

## Leben
Elisabeth Roons Lebensdaten sind nicht bekannt, die kursierende Datierung deckt sich zumindest mit den nachweisbaren Fakten.
Ihre Laufbahn begann 1951 mit dem ersten Preis bei einem Gesangswettbewerb der Wiener Kritiker, wo ihre Darbietung von Opernarien, Operettenliedern und den großen Partien des Koloratursoprans hervorstach. Rundfunkstationen und Schallplattengesellschaften verpflichteten sie daraufhin für Aufnahmen, deren Spektrum von der Sopranpartie in Bachs Weihnachtsoratorium über Orffs Catulli Carmina bis zum Frühlingsstimmenwalzer von Johann Strauss Jr. reichte. Bekanntheit erlangte sie insbesondere im deutschsprachigen sowie skandinavischen Raum. Ihren ursprünglich gehegten Wunsch, auf Opernbühnen aufzutreten, konnte sie sich nun erfüllen: Sie wurde Ensemblemitglied der Wiener Staatsoper; auch an anderen Opernhäusern gastierte sie. Erfolge verzeichnete Roon als „ergreifendste Traviata“, als überzeugende Verkörperung der Gräfin in Wiener Blut und als quirlige Ann in Strawinskys The Rake’s Progress. Eine amerikanische Zeitung schrieb nach einem Gastspiel: „Die Stimme Elisabeth Roons vereinigt die Vorzüge der Stimmen von Lily Pons, Erna Sack und Miliza Korjus.“